# Angos
Angos ist eine französische Gemeinde mit 227 Einwohnern (Stand 1. Januar 2022) im Département Hautes-Pyrénées in der Region Okzitanien (vor 2016: Midi-Pyrénées). Sie gehört zum Arrondissement Tarbes und zum Kanton Moyen-Adour.
Die Einwohner werden Angosois und Angosoises genannt.

## Geographie
Angos liegt circa acht Kilometer südöstlich von Tarbes in dessen Einzugsbereich (Aire urbaine) in der historischen Provinz Bigorre.
Umgeben wird Angos von den acht Nachbargemeinden:
|                | Calavanté Lespouey                          | Bordes   |
| Barbazan-Debat | Kompassrose, die auf Nachbargemeinden zeigt | Lhez     |
| Allier         | Montignac                                   | Mascaras |

Angos liegt im Einzugsgebiet des Flusses Adour. Der Ruisseau de l’Ousse, ein Nebenfluss des Canal d’Alaric, entspringt in Angos. Ebenso wird Angos vom Lassarenc, einem Nebenfluss des Arrêt-Darré, bewässert.

## Toponymie
Der okzitanische Name der Gemeinde heißt Angòs. Es gibt vielerlei Theorien über seine Herkunft. Wahrscheinlich stammt er von einem Namen eines Mannes und dem aquitanischen Suffix -ossum. Spitznamen der Gemeinde lauten Los caps de pòrc (deutsch die Schweineköpfe) und Los paisans (deutsch die Bauern) im abwertenden Sinne mit einem plumpen Aussehen und groben Manieren.
Toponyme und Erwähnungen von Angos waren:
- D-Angos (1313, Steuerliste Debita regi Navarre),
- de Angossio (1379, Vollmacht Tarbes),
- Angos (1406, Grünes Buch von Bénac),
- Anguos und Angos (1429, Zensusliste der Grafschaft Bigorre),
- Angos (1750, Karte von Cassini).[4][5]

## Einwohnerentwicklung

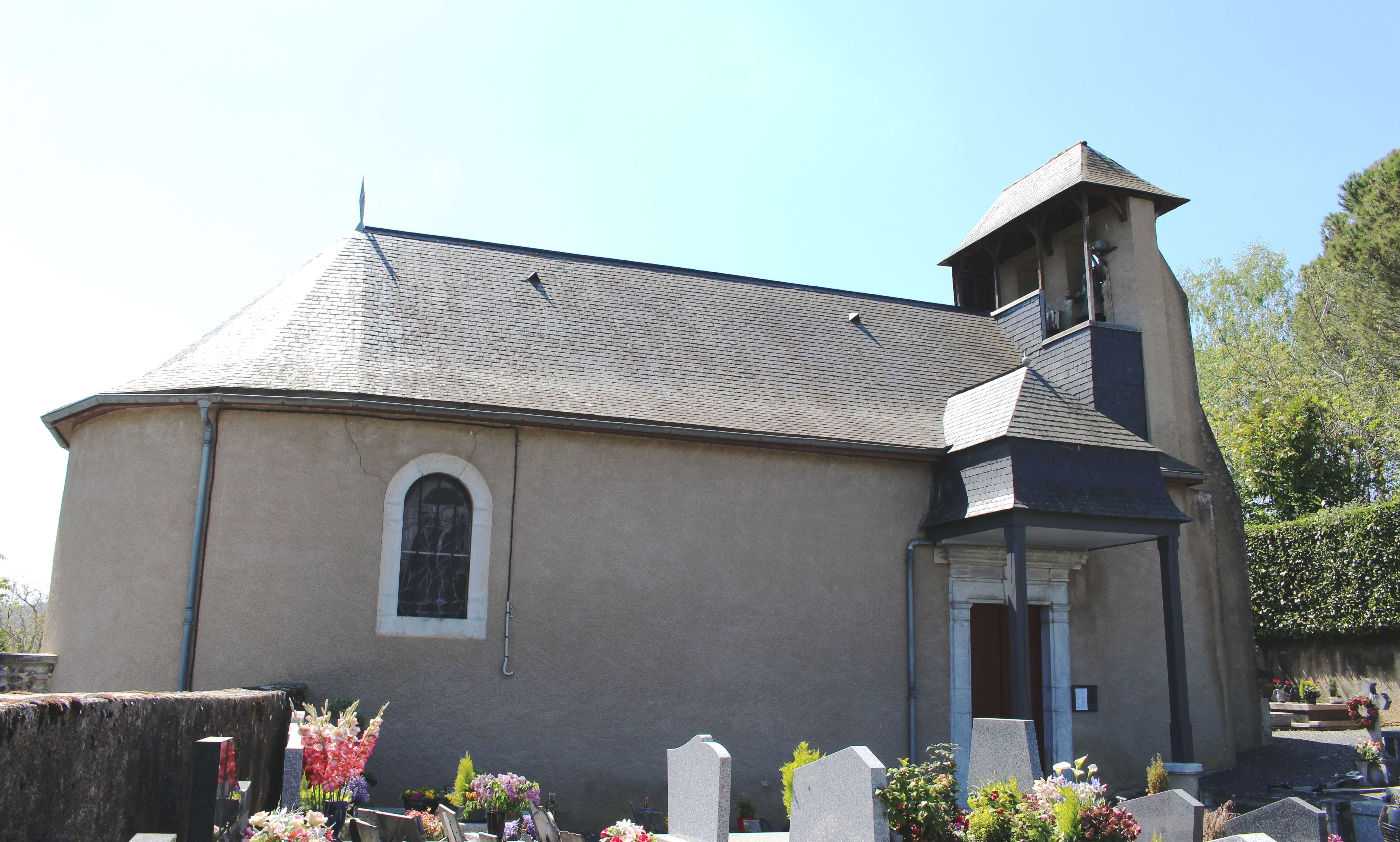
Pfarrkirche Saint-Saturnin

Nach Beginn der Aufzeichnungen stieg die Einwohnerzahl bis zur ersten Hälfte des 19. Jahrhunderts auf einen ersten Höchststand von rund 215. In der Folgezeit sank die Größe der Gemeinde bei kurzen Erholungsphasen bis zu den 1930er Jahren auf rund 105 Einwohner. Er folgte eine relativ kurze Phase mit moderatem Wachstum auf rund 125 Einwohner in den 1950er Jahren, bevor eine erneute Stagnation einsetzte. In den 1990er Jahren setzte schließlich eine Phase mit relativ starken Wachstum ein, die die Größe der Gemeinde bis nach der Jahrtausendwende auf ein Niveau von rund 230 Einwohnern hob.
| Jahr      | 1962 | 1968 | 1975 | 1982 | 1990 | 1999 | 2006 | 2011 | 2022 |
| --------- | ---- | ---- | ---- | ---- | ---- | ---- | ---- | ---- | ---- |
| Einwohner | 117  | 117  | 115  | 173  | 201  | 203  | 228  | 226  | 227  |

## Sehenswürdigkeiten
- Pfarrkirche Saint-Saturnin

## Wirtschaft und Infrastruktur
Angos liegt in den Zonen AOC der Schweinerasse Porc noir de Bigorre und des Schinkens Jambon noir de Bigorre.

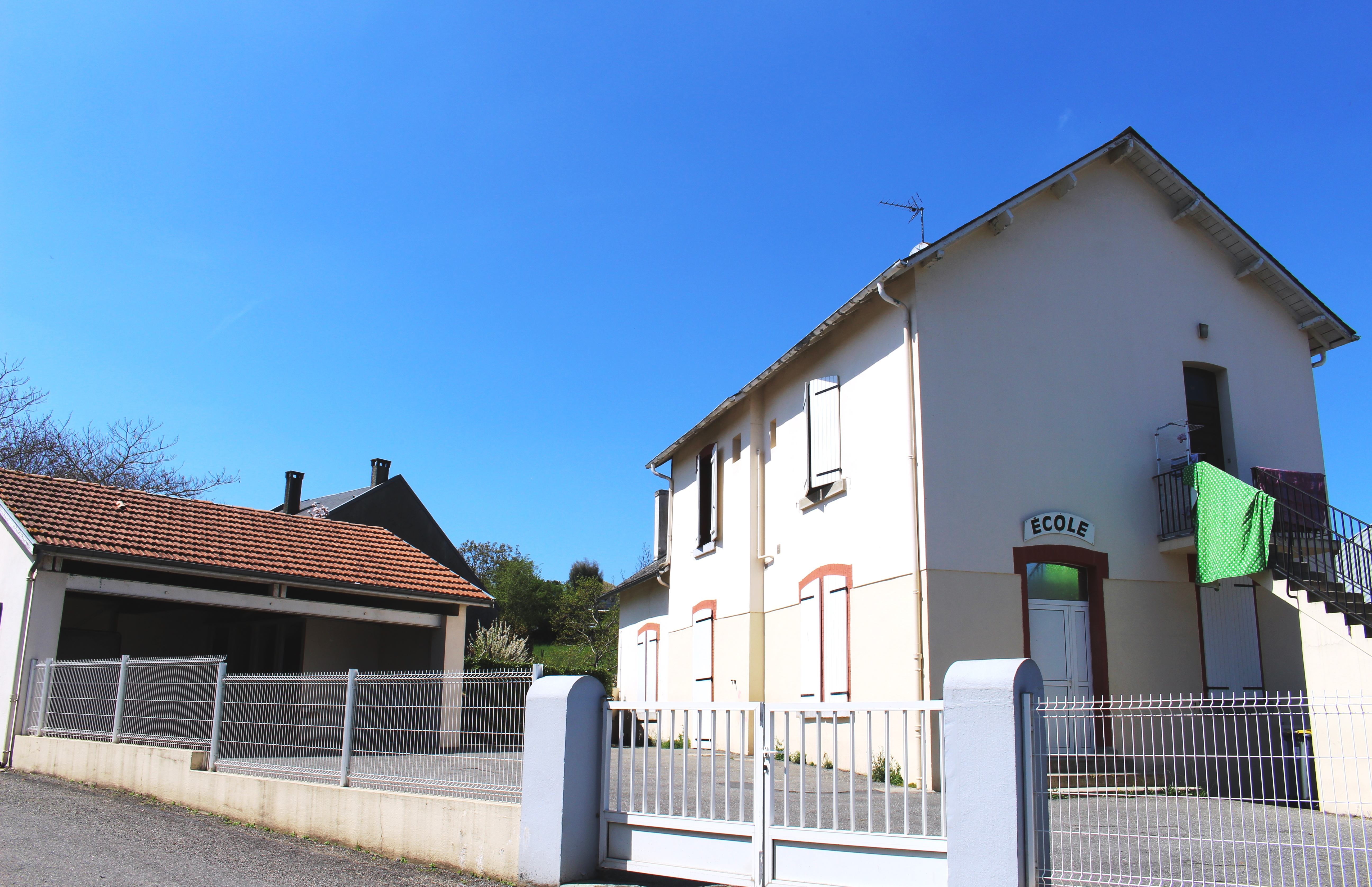
Grundschule in Angos

### Bildung
Die Gemeinde verfügt über eine öffentliche Grundschule mit 22 Schülerinnen und Schülern im Schuljahr 2019/2020.

### Verkehr
Angos ist erreichbar über die Routes départementales 5, 85, 285, 305 und 817, die ehemalige Route nationale 117.
Die Autoroute A64, genannt La Pyrénéenne, durchquert ebenfalls das Gemeindegebiet, allerdings ohne direkte Ausfahrt zum Ort. Die am nächsten gelegene Ausfahrt 13 (Tarbes est) ist circa fünf Kilometer entfernt und bedient die Hauptstadt des Départements Tarbes.